# Sayed Jaffar (hokej na travi)
Sayed Mohammad Jaffar Shah (Shergarh, okrug Montgomery, Britanska Indija, 1911. — 21. ožujka 1937.) je bivši indijski hokejaš na travi. 
Rodio se u Shergarhu, okrug Montgomery u Britanskoj Indiji pakistanskom dijelu Pandžaba.
Školovao se u koledžu Aitchison u Lahoreu i na sveučilištu Government College u Lahoreu 
Poginuo je nesretnim slučajem za jedne pucnjave blizu Lahorea 1937. godine.
Osvojio je zlatno odličje na hokejaškom turniru na Olimpijskim igrama 1932. u Los Angelesu igrajući za Britansku Indiju. Odigrao je dva susreta na mjestu napadača.
Osvojio je zlatno odličje i na hokejaškom turniru na Olimpijskim igrama 1936. u Berlinu igrajući za Britansku Indiju. Odigrao je pet susreta na mjestu napadača.

## Vanjske poveznice
- Profil na Database Olympics
- Kratka biografija